# 南大町站
南大町站（日语：／ Minami-Ōmachi eki */?）是位於長野縣大町市大町大新田町，東日本旅客鐵道（JR東日本）的大糸線車站。車站編號是24。

## 歷史
- 1934年（昭和9年）2月1日：信濃鐵道（日语：信濃鉄道）昭和站（日语：／）啟用[3]。為旅客車站。車站名稱取自車站東邊的昭和電工大町工場（現時：大町事業所），當時為了方便通勤前該處的人而設立車站。
- 1937年（昭和12年）6月1日：信濃鐵道被國有化[2]。同時車站改名為南大町站[3]。
- 1987年（昭和62年）4月1日：伴隨國鐵分割民營化，車站由東日本旅客鐵道（JR東日本）營運[6][7]。

## 車站構造
車站是一座地面車站，設有1面1線單式月台，不可進行列車交會。月台是建設彎道處。
此站是由信濃大町站管理的無人車站。

## 使用狀況
根據「長野縣統計書」，以下為1日平均乘車人次資料：
- 2007年度 - 148人[1]
- 2009年度 - 164人[1]
- 2010年度 - 172人[9]
- 2011年度 - 158人[4]

## 車站周辺

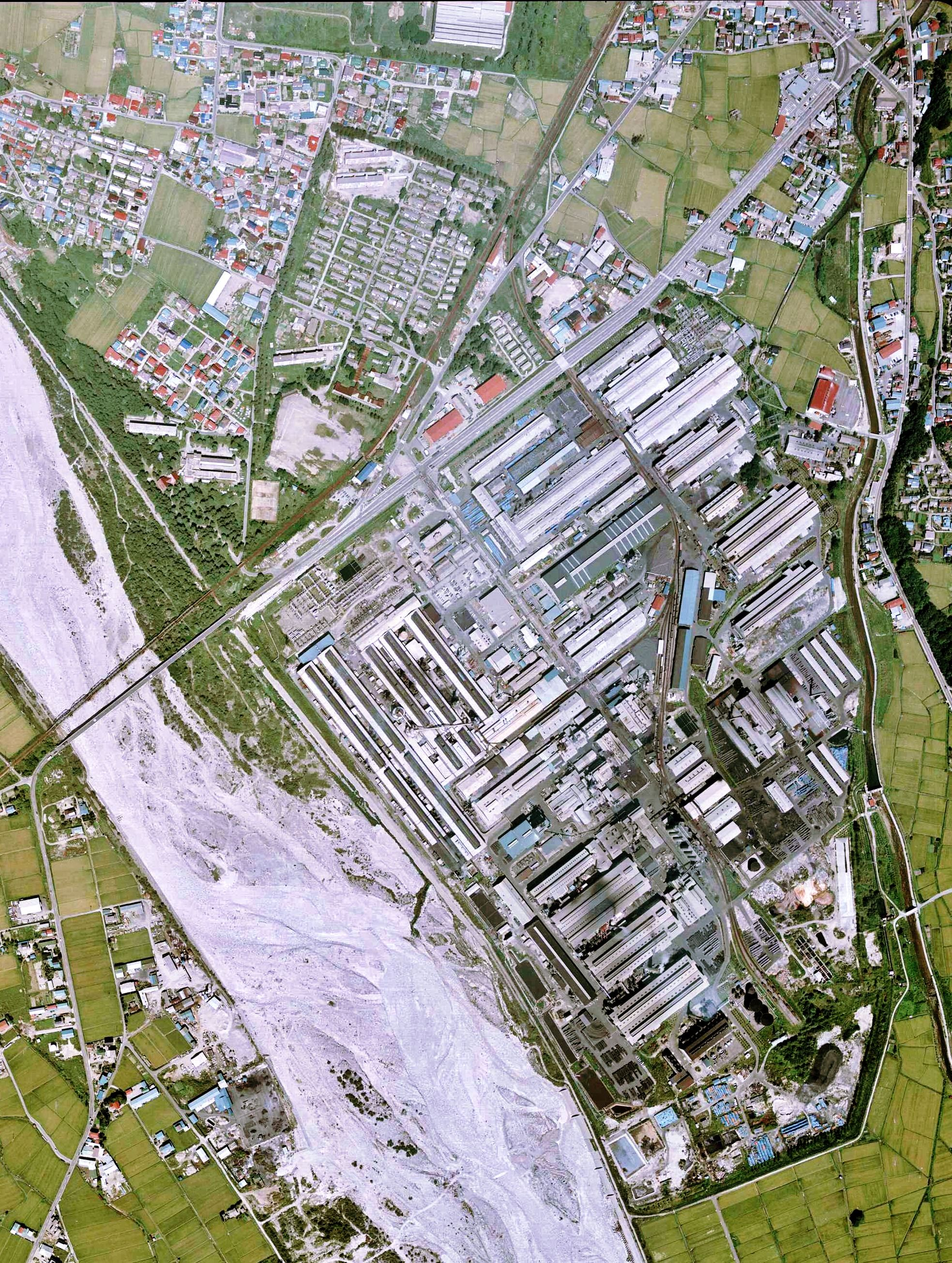
南大町站周邊。可看見昭和電工工場和高瀨川。

- 高瀨川（日语：高瀬川 (長野県)）
- 昭和電工大町事業所[1]
- 國道147號（日语：国道147号）
- The Big新大町店
- 山田電機Teccland大町店

## 相鄰車站
東日本旅客鐵道（JR東日本）
■大糸線
快速
通過
普通
信濃常盤（25）－南大町（24）－信濃大町（23）

## 注腳
1. 1 2 3 4 5 6 7 8  信濃毎日新聞社出版部. . 信濃毎日新聞社. 2011-07-24: 109. ISBN 9784784071647 （日语）.
2. 1 2 3 4  大町市史編纂委員會 《大町市史 第四巻 近代・現代》 大町市，1985年9月1日。
3. 1 2 3 4  《東筑摩郡松本市塩尻市誌 第三巻 現代下》 東筑摩郡，松本市，鹽尻市鄉土資料編纂會，1965年。
4. 1 2  長野縣統計書
5. 1 2   (PDF) (新闻稿). 東日本旅客鉄道長野支社. 2016-12-07  [2016-12-08]. （原始内容存档 (PDF)于2016-12-08） （日语）.
6. ↑  《交通年鑑 昭和63年版》交通協力會，1988年3月。
7. ↑  今村都南雄 《民営化の效果と現実NTTとJR》 中央法規出版，1997年8月。ISBN 978-4805840863
8. ↑  . 週刊朝日百科. 36号 松本駅・穂高駅・姨捨駅ほか70駅. 朝日新聞出版. 2013-04-21: 25 （日语）.
9. ↑  長野県統計書（平成22年度版） （页面存档备份，存于）（日語） - 長野県
10. ↑  基於日本國土交通省之国土画像情報（彩色航拍）製作（1977年拍攝）。

## 外部連結
- 車站資訊（南大町）：東日本旅客鐵道（日語）